# Tata Zambia
Tata Zambia Limited ist ein Automobilhändler und Nutzfahrzeughersteller in Lusaka (Sambia). Er ist eine Tochtergesellschaft der Tata International Limited.

## Geschichte
Bei seiner Gründung 1977 war das Unternehmen die erste Tata-Niederlassung auf dem afrikanischen Kontinent. Bereits 1992 wurde Tata Zambia als Bushersteller geführt. Im Jahr 2006 wurde in Ndola eine Fertigungsanlage für Busse und Lastkraftwagen eingerichtet. Dort werden außerdem Fahrräder produziert. Im Rahmen einer Diversifizierung ist das Unternehmen seit 1997 an Pamodzi Hotels beteiligt.